# 8
El año 8 (VIII) fue un año bisiesto comenzado en domingo del calendario juliano, en vigor en aquella fecha. En el Imperio romano, era conocido como el Año del consulado de Marco Furio Camilo y de Sexto Nonio Quintiliano (o menos frecuentemente, año 761 Ab urbe condita), y fue posteriormente, en la Edad Media, cuando comenzó a conocerse con el nombre "8".[cita requerida]

## Acontecimientos
- 3 de agosto - El General romano Tiberio derrota a los Dálmatos en el río Bathinus.
- Julia la Menor es exiliada.
- Ovidio es desterrado de Roma y exiliado al Mar Negro cerca de Tomis.
- Tincomaro es depuesto como rey de los Atrébates en Britania y Epilo se convierte en rey.
- Vonones I se convierte en rey de Partia.
- Comienza la era Chushi de la Dinastía Han en China.
- Wang Mang es el virtual gobernante de China.

## Nacimientos
- Tito Flavio Sabino, cónsul en 47, hermano de Vespasiano.

## Fallecimientos
- Marco Valerio Mesala Corvino, general romano.